# Josh Kench
Joshua Kench (6 mei 2001) is een Nieuw-Zeelands wielrenner.

## Carrière
Als junior werd Kench in 2018 negentiende in de tijdrit tijdens de Oceanische kampioenschappen. Een dag later werd hij vijftiende in de wegwedstrijd. Op het nationale kampioenschap op de weg werd Kench derde, achter Burnie McGrath en Josh Lane. In 2019 won hij een etappe in de Ronde van de Abitibi.
In 2020 maakte Kench de overstap naar Black Spoke Pro Cycling Academy. Hij nam dat jaar deel aan onder meer de Gravel and Tar Classic en de Herald Sun Tour. In 2022 maakte hij deel uit van de selectie die de openingsploegentijdrit in de New Zealand Cycle Classic won. Later dat jaar werd hij, achter Magnus Bak Klaris, tweede in de Lillehammer GP. Omdat de ploeg in 2023 een stap hogerop deed, werd Kench dat jaar prof. Hij reed dat jaar onder meer de Scheldeprijs, waar hij deel uitmaakte van de vroege vlucht, en de Ronde van het Qinghaimeer. Na het seizoen hield de ploeg op te bestaan, waardoor Kench op zoek moest naar een nieuwe werkgever. In februari 2024 vond hij onderdak bij Tianyoude Hotel Cycling Team.

## Overwinningen
2019
4e etappe Ronde van de Abitibi
2022
1e etappe New Zealand Cycle Classic (ploegentijdrit)
2025
4e etappe Ronde van Sharjah
Eindklassement Ronde van Sharjah
Eindklassement Tour of Bostonliq

## Ploegen
- 2020 –  Black Spoke Pro Cycling Academy
- 2021 –  Black Spoke Pro Cycling Academy
- 2022 –  Bolton Equities Black Spoke Pro Cycling
- 2023 –  Bolton Equities Black Spoke
- 2024 –  Tianyoude Hotel Cycling Team (vanaf 23 februari)
- 2025 –  Li Ning Star

Batt · Bostock · Burnett · Christensen · Currie · Fitzsimons · Fouché · Gate · Gough · Jackson · Jones · Kench · Mudgway · O'Donnell · Oram · Scott · Sexton · Stewart · Townsend · Wright · Gardner (stagiair) · Hornblow (stagiair) · Vercouillie (stagiair)